# هييجونكا
هييجونكا (باليابانية: 平準化) كلمة تعني ترتيب التصنيع خلال فترة زمنية كما تنويعه بين منتجات متفرقة.

## المبدأ
كما شُرحت في تنظيم العمل التويوتي تهدف الهييجونكا إلى الإنتاج بشكل متساوي و متزن على مدار السنة. وضعت كنتيجة لنظام الدفق المسحوب (الإنتاج وفقًا لطلب الزبون, نقيض الدفق المدفوع حيث يتم الإنتاج دون قياس الطلب) حيث تعاني الشركات من فترات ضغط تليها فترات ركود حسب وفود طلبات التصنيع من الزبائن.

## فوائد الهييجونكا
- الإنتاج السلس و المنظم
- الإنتاج المبرمج مسبقًا
- توزيع سلاسة الإنتاج على الموردين
- إلغاء الساعات الإضافية المكلفة
- سهولة إدارة الموارد البشرية

## مساوئ الهييجونكا
- عدم الإنتاج على الطلب حصريًا
- زيادة كمية المستودعات